# Instrumentlandingssystem
Et instrumentlandingssystem (forkortet ILS; engelsk: instrument landing system) er et arrangement af radiosendere nær en lufthavns landingsbaner, hvis signaler opfanges af modtagerudstyr i flyvemaskinerne og dér hjæper piloten med at holde den tilsigtede indflyvningsrute på det sidste stykke af flyvningen inden landingen. Betegnelsen "instrument" hentyder til, at systemet kan bruges i dårlig sigtbarhed, som tvinger piloten til at "flyve efter instrumenter" frem for at orientere sig ved at se ud ad vinduet. En ILS bruges således kun når en flyver er underlagt instrumentflyvereglerne (IFR).

## Sådan virker instrumentlandingssystemet
Et instrumentlandingssystem består af to sendere. Den ene står for enden af banen og kaldes localizer. Den udsender horisontale radiobølger, som på flyverens instrument viser, om man ligger til højre eller venstre for banens midterlinie. Den anden sender står ude ved siden af banen, der hvor flyet sætter hjulene ved landing (sætningszonen). Denne sender fungerer stort set på samme måde, men viser i stedet om flyveren ligger for højt eller for lavt i forhold til den tilsigtede indflyvningsvinkel (glideslope. Den typiske indflyvningsvinkel er 3°, men kan variere, hvis forholdene kræver det.
Informationerne præsenteres grafisk for piloten, enten som et bevægeligt sigtekors eller et par visere på henholdsvis en lodret og en vandret skala; hvis korsets linjer eller skalaernes visere ikke peger på midten, skal piloten simpelt sagt blot "flyve efter viserne", indtil de falder til ro i midten. På billedet her er flyet næsten på ret kurs. Den lodrette forskudte nål indikerer, at flyet ligger lidt til venstre for banen, og man skal derfor flyve mod nålen for at komme på ret kurs. De gule pile i siden indikerer, at flyet ligger lidt under glideslope
Når flyet kommer tæt på banen, kan piloten få visuel assistance fra en PAPI eller en VASI, som er en opstillet projektør ved siden af landingsbanen, som giver indikation af, om man ligger for højt eller for lavt på indflyvningen.

## Kategori I, II og III
En normal ILS-udstyret landingsbane kaldes kategori I. Man skal stadig være i stand til at se banen i den sidste del af indflyvningen, og må kun fortsætte ned til 200 fod over jorden. Banesynsvidden skal i øvrigt være mindst 550 meter for at foretage en kategori I anflyvning. Kan disse minima ikke overholdes, må man flyve rundt og prøve igen, eller finde et andet sted med bedre vejrforhold.
Under en kategori II anflyvning er minimumshøjden 100 fod, og banesynsvidden skal være mindst 300 meter. Dog kan der være operationelle krav til både den pågældende maskine, den pågældende lufthavn eller de ansattes egen manual der gør, at højere minima skal benyttes.
Kategori III deles op i IIIA og IIIB. En kategori IIIA anflyvning kan beflyves ned til 50 fod over banen og en banesynsvidde på mindst 200 meter. For kategori IIIB kan anflyvningen påbegynde helt uden krav om en minimumshøjde, og banesynsvidden kan nedsættes helt til 75 meter, dvs. for eksempel i tæt tåge, snestorme eller lignende. Der er intet krav om at kunne se banen før hjulene sættes, og hele anflyvningen kan fuldføres uden nogensinde at se noget af lufthavnen.
For at kunne foretage en anflyvning under kategori II og III stilles der store krav til maskinens instrumenter, til autopiloten, til udstyret på jorden og ikke mindst piloternes uddannelse. Autopiloten flyver typisk maskinen under det meste af (eller hele) anflyvningen, og skal derfor være yderst pålidelig, og i øvrigt have tilstrækkelig back-up i tilfælde af svigt i elektronikken. På jorden er der krav om, at ingen fly eller køretøjer må være i nærheden af radiosenderne, for ikke at forstyrre de udsendte signaler. Piloterne skal have træning i udførelse af ILS-anflyvninger i dårligt vejr, hvilket gøres i simulator, og de skal jævnligt aflægge prøve i en sådan anflyvning for at have lov til at udføre den i praksis.